# Discurso sobre as Revoluções na Superfície do Globo
Principal obra de divulgação das ideias e métodos defendidos por Georges Cuvier, tais como o Catastrofismo, a anatomia comparada, a sucessão biótica e a correlação fossilífera. Tais métodos e idéias foram fundamentais para a instauração da Paleontologia como ciência, uma vez que permitiram as reconstruções paleontológicas, possibilitando a classificação dos animais fósseis em um único sistema em conjunto com os viventes.
Tal obra trata-se do desmembramento do discurso preliminar da obra mais editada de Georges Cuvier, Investigações Sobre Ossadas Fósseis de Quadrúpedes, de 1812. A partir da terceira edição, em 1825, o discurso preliminar tornou-se uma obra à parte visando atingir o grande público, uma vez que Cuvier utilizou um eloquente discurso para apresentar suas ideias aos leitores de seu livro originário.
Desta maneira tornou-se a obra com o maior poder de divulgação dos trabalhos e idéias de Cuvier. Foi publicado continuamente por todo o século XIX, mesmo quando já podia ser considerado ultrapassado em termos científicos. Até 1840 alcançou vários países, sendo traduzido para diversos idiomas como o russo, sueco, italiano, alemão e tcheco. Mais tarde, alcançaria todos os continentes, sendo publicado até os dias atuais em diversas línguas como, o chinês e o inglês, tendo esta última, recebido em sua primeira edição diversas distorções que implicaram na equivocada imagem de Cuvier como defensor do Dilúvio Bíblico. Em português a última edição, publicada pela Editora Cultura, data de 1945.

## Tradução para o português
Em 2025, o historiador da paleontologia Felipe Faria e o tradutor Ricardo Devèze, publicaram as traduções dos livros de Georges Cuvier, Investigações sobre ossadas fósseis (Recherches sur les ossemens fossiles) de 1812 e o Discurso sobre as revoluções da superfície do Globo (Discours sur les révolutions de la surface du Globe) de 1825, juntamente com um Variorum (na língua portuguesa e francesa) comparando estas duas obras.